# Баканора (муниципалитет)
Баканора (исп. Bacanora) — муниципалитет в Мексике, штат Сонора, с административным центром в одноимённом посёлке. Численность населения, по данным переписи 2020 года, составила 759 человек.

## Общие сведения
Название Bacanora с языка индейцев опата можно перевести как — склон, заросший тростником.
Площадь муниципалитета равна 1128,9 км², что составляет 0,6 % от площади штата, а наиболее высоко расположенное поселение Лас-Тьерритас-дель-Арко, находится на высоте 1238 метров.
Он граничит с другими муниципалитетами Соноры: на севере с Сан-Педро-де-ла-Куэвой, на востоке с Сауарипой и Аривечи, на юге с Екорой, и на западе с Сойопой.

## Учреждение и состав
Муниципалитет был образован 27 октября 1932 года, по данным 2020 года в его состав входит 16 населённых пунктов, самые значимые из которых:
| Код INEGI                  | Населённый пункт                                                                   | Численность населения (2005 год) | Численность населения (2010 год) | Численность населения (2020 год) |
| -------------------------- | ---------------------------------------------------------------------------------- | -------------------------------- | -------------------------------- | -------------------------------- |
| 009                        | Всего                                                                              | 767                              | 784                              | 759                              |
| 0001                       | Баканора (исп. Bacanora) 28°59′03″ с. ш. 109°24′01″ з. д. (административный центр) | 537                              | 547                              | 498                              |
| 0007                       | Эль-Дестакаменто (исп. El Destacamento) 29°01′55″ с. ш. 109°23′36″ з. д.           | 78                               | 84                               | 117                              |
| 0006                       | Эль-Энсиналь (исп. El Encinal) 28°38′21″ с. ш. 109°16′52″ з. д.                    | 74                               | 56                               | 52                               |
| 0012                       | Санта-Тереса (исп. Santa Teresa) 29°01′22″ с. ш. 109°23′43″ з. д.                  | 3                                | 23                               | 33                               |
| 0008                       | Гуайкора (исп. Guaycora) 28°44′31″ с. ш. 109°18′25″ з. д.                          | 35                               | 35                               | 24                               |
| —                          | Прочие                                                                             | 40                               | 39                               | 35                               |
| Названия на карте Генштаба |                                                                                    |                                  |                                  |                                  |

## Экономическая деятельность
По статистическим данным 2000 года, работоспособное население занято по секторам экономики в следующих пропорциях:
- сельское хозяйство, скотоводство и рыбная ловля — 48,3 %;
- промышленность и строительство — 21,9 %;
- торговля, сферы услуг и туризма — 27,6 %;
- безработные — 2,3 %.

## Инфраструктура
По статистическим данным 2020 года, инфраструктура развита следующим образом:
- электрификация: 98,1 %;
- водоснабжение: 88,5 %;
- водоотведение: 96,6 %.